# Alejandro Ferrant Vázquez
Alejandro Ferrant Vázquez (Madrid, 1897-1976) va ser un arquitecte i restaurador espanyol, titulat el 1922. Va realitzar treballs urbanístics al Marroc entre 1927 i 1929. Va ser arquitecte conservador de monuments de la 1a Zona entre 1929 i 1936, arquitecte conservador de la 4a Zona des de 1940. Entre les obres que va restaurar destaquen San Pedro de la Nave (Zamora), la Seu Vella de Lleida i Santa Maria de Barberà (Barcelona), entre d'altres.
No va publicar mai els seus treballs de restauració, però sí que va realitzar informes detallats i memòries d'ells.; Es considera pioner en la introducció de la teoria moderna de la restauració a Espanya.

## Biografia

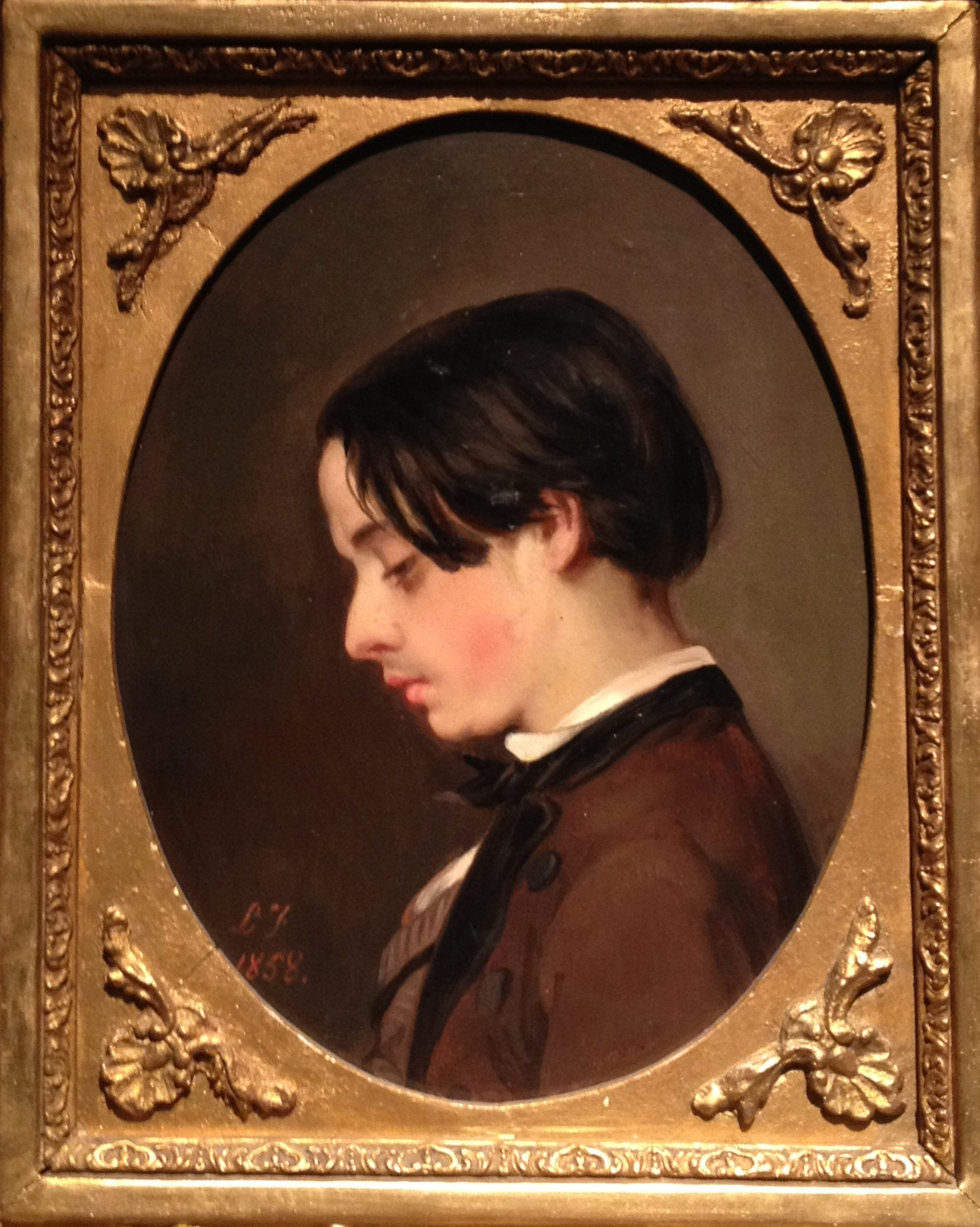
Retrat d'Alejandro Ferrant y Fischermans (pare d'Alejandro Ferrant Vázquez), per Lluís Ferrant i Llausàs

Va néixer el 10 de març de 1897. Va ser el quart de sis germans. Pertanyia a una família amb diverses generacions d'artistes. El germà del seu avi, Lluís Ferrant i Llausàs, era pintor de cambra d'Isabel II. El germà aquest, Fernando, era un paisatgista romàntic, successor de Villamil a la càtedra de Paisatge de l'Acadèmia de San Fernando. El seu pare, Alejandro Ferrant y Fischermans, amb dots en el dibuix, va participar en exposicions nacionals i el 1874 va ser pensionat a Roma. Ell, durant els seus estudis a l'Acadèmia de San Fernando, va entaular amistat amb Manuel Gómez-Moreno, amb qui va coincidir de nou a Roma, establint-se una forta amistat entre les famílies Ferrant i Gómez-Moreno, la qual cosa va resultar determinant per a Alejandro Ferrant Vázquez. El 1899, Manuel Gómez-Moreno viatja a Madrid i s'instal·la a la residència dels Ferrant. S'estableix així una relació especial entre Manuel Gómez-Moreno i Alejandro Ferrant Vázquez, malgrat els vint anys de diferència, convertint-se el primer el seu mestre i incloent Ferrant en l'elecció del grup dels arquitectes de Zona; esdevenint Ferrant un membre de la generació pionera d'arquitectes restauradors d'Espanya. Cal explicar que Manuel Gómez-Moreno va ser una de les personalitats més influents en la definició i posada en marxa de la nova política patrimonial, iniciada el 1926. Va col·laborar en la redacció de la Llei d'Excavacions arqueològiques de 1911 i va realitzar nombroses investigacions, sent publicades 245 sobre art, lingüística, paleografia i numismàtica, aprofundint sobre la identificació de l'art mossàrab, entre d'altres.
El 1912, Alejandro Ferrant comença els seus estudis d'arquitectura i es titula el 1922. El 1922 va realitzar una col·laboració amb Francisco García Nava, en l'ampliació del cementiri de Nuestra Señora de la Almudena. Entre 1927 i 1929 treballa al Marroc, sota la protecció espanyola, després de la pacificació, en la Junta de Construccions Civils. Va treballar a Tetuán, Nador i Vila Sanjurjo. Destaquen les obres urbanístiques a Tetuán, d'estil regionalista, auster i racional.
El 8 agost 1929 és nomenat arquitecte conservador de la Primera Zona (Galícia, Astúries, Cantàbria i part de Castella la Vella), tasca que exerceix fins al 18 de juliol de 1936, en què comença la guerra. Entre juliol de 1930 i març de 1931 es va dedicar a desmuntar i traslladar l'església visigoda de San Pedro de la Nave, per la construcció de l'embassament de Ricobayo. Aquest treball es considera una de les seves intervencions més importants. Mentrestant, realitza treballs el 1930 a l'església de Sant Llorenç de Toro i a l'església de la Magdalena (Zamora) i en les esglésies de Santiago del Burgo (Zamora) i la del Salvador de Toro, abans de 1931. Són treballs realitzats en un marc geogràfic limitat, per la seva necessitat de compaginar-los amb el trasllat de San Pedro de la Nave. Aquestes quatre intervencions es van basar en operacions de neteja i consolidació i puntuals intervencions de restauració, expropiació i demolició d'edificacions adossades. Van ser acabades el 1932, excepte l'església del Salvador de Toro, que va ser finalitzada l'any 1933.

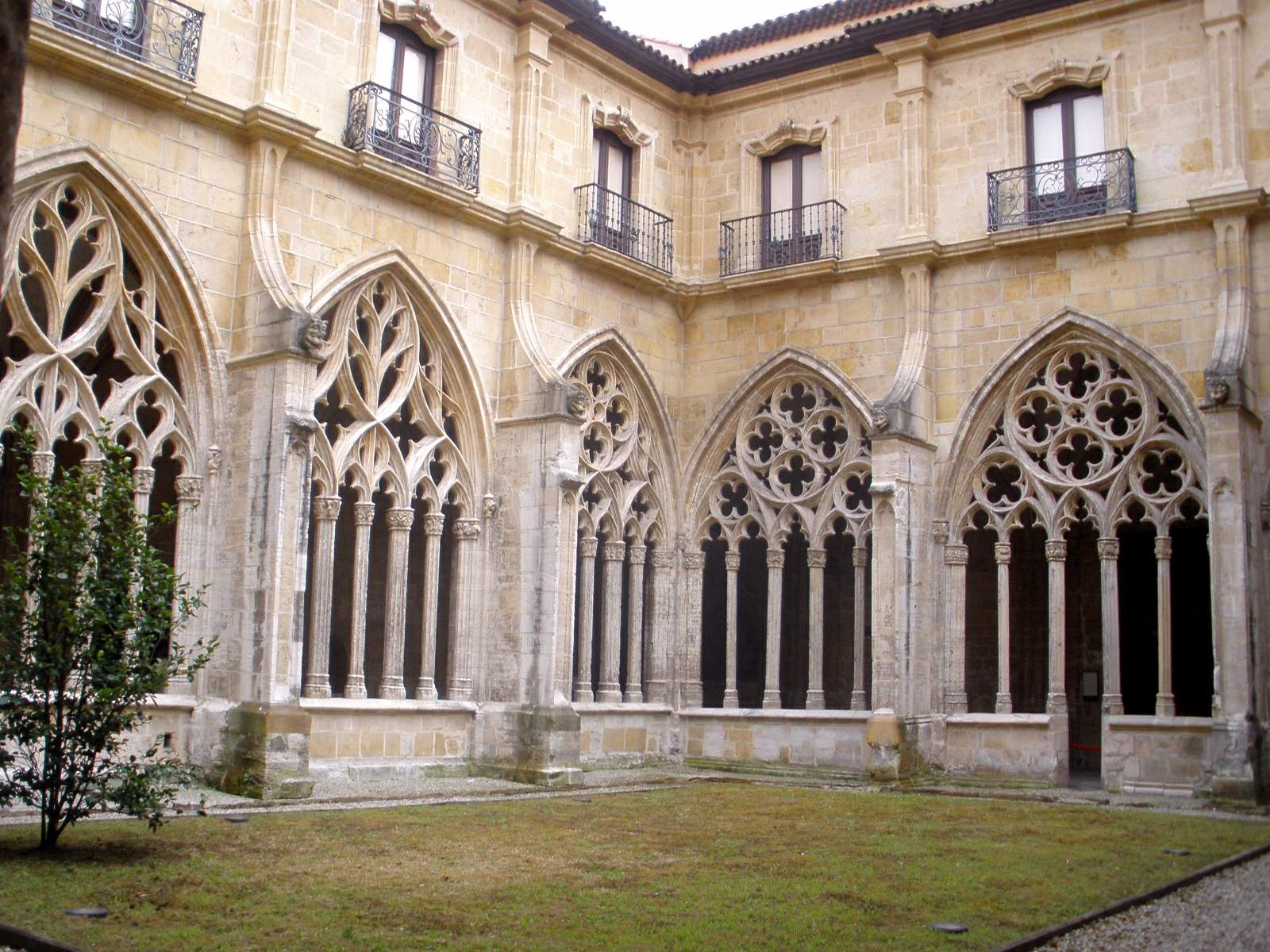
Claustre de la Catedral d'Oviedo

Durant el període de transició a la República (abril i octubre de 1931) comença tasques de conservació de les muralles de Lugo. En el primer bienni republicà (1931-1933) intervé en trenta obres: tretze a Castella i Lleó, tretze a Galícia i quatre a Astúries. Entre elles destaquen la torre i el claustre de la Catedral d'Oviedo, el Monestir de Oseira (Ourense), restauració de Santa Comba de Bande (Ourense) i de Santa Marta de Tera i sanejament de l'església del Salvador de Vilar de Donas. El 1933 és nomenat fill adoptiu de la província de Zamora, per la diputació.
Durant la Guerra Civil, cinc dies després de la insurrecció militar, el 23 de juliol de 1936, es va crear la Junta de Confiscació i Protecció del Tresor Artístic, de la qual va formar part Alejandro Ferrant Vázquez. El novembre de 1936 va ser nomenat Comissari-Director de la Junta. En aquesta etapa va aixecar actes davant notari dels danys produïts en el Museu del Prado. Va intervenir en nombrosos treballs d'evacuació, destacant el realitzat al Pardo entre el 7 i el 16 de febrer de 1937. Els membres de la Junta, el 18 de febrer, van visitar els palaus d'Aranjuez per fer la selecció d'obres que traslladarien a València. El 1938 va realitzar sortides per Toledo i Ciudad Real per recollir obres artístiques (llenços, escultures, llibres). Alguns dels dipòsits de la Junta utilitzats durant la guerra van ser San Francisco el Grande, les Torres de Serranos, l'església de Santa Bàrbara, el Convent de les Descalces i el Convent de l'Encarnació.
Després de la Guerra aconsegueix un aval emès per Pedro Muguruza Otaño, arquitecte i Comissari General del Servei Militar de Defensa del Patrimoni Artístic Nacional, en el qual se'l considera simpatitzant i col·laborador del bàndol nacional, el que sembla improbable. Aquest aval probablement es degués a la seva implicació en la salvació del patrimoni, sense pertànyer a organitzacions polítiques i sindicals.

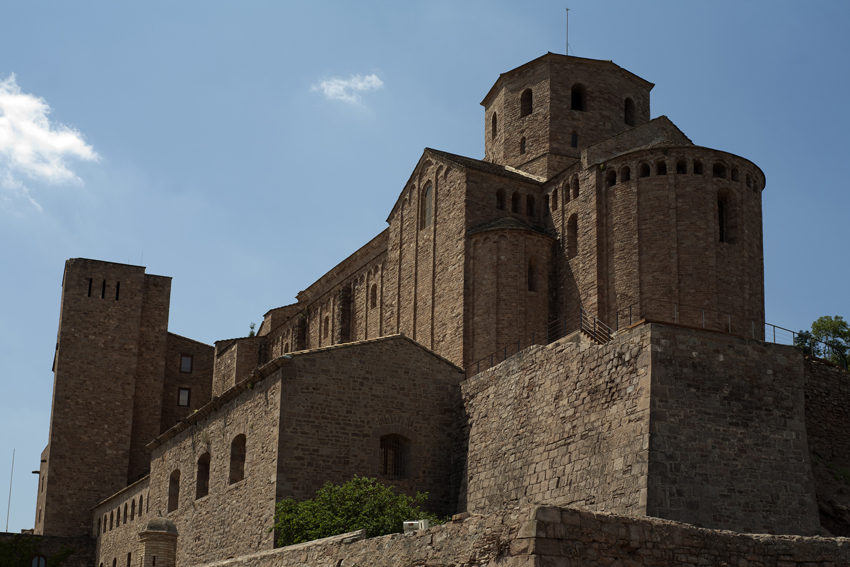
Sant Vicenç de Cardona

El 1940 és nomenat arquitecte conservador de la 4a Zona (Balears, Catalunya i el País Valencià). Des de 1940 realitza intervencions en les Catedrals de Palma, Lleida, Solsona, Tarragona, Tortosa, València i Oriola, en els jaciments d'Empúries i Tarragona, en els Monestirs de Santes Creus, Santa Maria de Poblet, Ripoll i Vallbona de les Monges i en les esglésies de Sant Vicenç de Cardona (Barcelona), la de Santa Maria de Barberà, (Barcelona), a Sant Salvador de Breda, Santa Cecília de Molló i Sant Pere de Rodes i de la Vall de Boí. El 1957 viatja a França on es reuneix amb els arquitectes responsables dels monuments del país. El 1963 és nomenat soci del Institutum Archeologicum Gemanoricum. Alejandro Ferrant proposa solucions com la planimetria, fent constar les zones en què s'havia d'intervenir, ús de la fotografia com a document per a les intervencions i altres tècniques ja aplicades anteriorment (anàlisi i neteja, recerca de peces originals disperses i la seva reintegració en el monument). Totes les imatges procedents dels monuments que Alejandro Ferrant Vázquez va restaurar es troben a l'arxiu de la Demarcació de Lleida del Col·legi d'Arquitectes de Catalunya, amb un fons de més de 24.000 fotografies preses entre 1932 i 1976.
El 1976 va morir a causa de problemes de cor, diagnosticats des de jove.

## Activitat restauradora

### Inicis i arquitecte conservador de la 1a Zona
En un primer moment, Ferrant forma equip amb Manuel Gómez-Moreno i apliquen el mètode del Centre d'Estudis Històrics, de manera que van investigar, des de la interdisciplinarietat, els valors dels monuments estudiats. En aquesta primera etapa, el tipus d'intervencions que desenvolupa Ferrant es basen en un estudi detallat i minuciós previ dels monuments a intervenir. Utilitzant la metodologia arqueològica del seu temps, va dur a terme diversos treballs d'aquest tipus, que resulta precària des de la perspectiva actual, però es considerava rigorós en el seu moment. Malgrat els seus limitats recursos, la voluntat d'estudiar a fons les obres van suposar una renovació de la metodologia restauradora.
En aquesta època (1929 - 1936), Alejandro Ferrant es va dedicar a treballar les cobertes i desencalar murs, però sense negar l'evolució arquitectònica del monument. Per als monuments en ruïnes, realitza informes i estudis que permetessin frenar la seva progressiva destrucció. Exemple d'això són les esglésies del Salvador de Toro i la de Santa Maria l'Antiga de Villalpando, ambdues a Zamora. També realitza operacions de consolidació com les voltes del Palau de Gelmírez, d'A Coruña. A més, destaquen les cuidades restauracions executades a les torres romàniques de la Catedral d'Oviedo i de Mombuey (Zamora) i Sant Pere de Nora a Trubia (Astúries), juntament amb la reconstrucció del nàrtex de Santa Cristina de Lena.
Així, per realitzar operacions en el patrimoni es basava en la intervenció mínima, els criteris bàsics del coneixement propi del monument i la restauració, des de la contenció i notorietat. Va unificar mètodes de la restauració estilística amb els de la restauració moderna i científica (consolidació, alliberament). La majoria d'intervencions es produeixen en obres d'època preromànica i romànica causa de l'assessorament de Manuel Gómez-Moreno, especialista en aquest tipus d'arquitectura. Alguns autors consideren que el treball d'Alejandro Ferrant en aquesta època és una continuació lògica dels treballs duts a terme per Gómez-Moreno. A causa dels seus continus desplaçaments, en diverses ocasions va haver de delegar en arquitectes locals, entre els quals destaquen: José María Banet i Díaz-Varela, Eloy Maquieira Fernández i Juan Argentí.
Pel que fa al procediment burocràtic, en primer lloc s'emetia una petició d'informe d'actuació, per part de les Comissions provincials de Monuments, remesa a l'arquitecte conservador de la zona, que visitava el monument i creava un informe que valorava els danys i un pressupost d'intervenció. La petició passava per la Junta del Tresor Artístic, pel Ministeri i finalment pel Director General de Belles Arts, que ingressava els diners en el compte de l'arquitecte. Era un procediment àgil i amb bons resultats i que va obligar a l'Alejandro Ferrant a tenir un control exhaustiu de les despeses, ja que tot havia de quedar justificat.

### Arquitecte conservador de la 4a Zona
Durant els anys cinquanta del segle XX s'accentua la seva tendència a emprar materials i tècniques contemporanis, que havien imposat a causa del creixement econòmic. Una altra tècnica que sempre va utilitzar quan tenia l'oportunitat, era la reutilització dels materials que trobaven al monument a intervenir.
En l'època del franquisme, ja era un restaurador completament format i va aplicar les tècniques i coneixements adquirits durant la seva etapa com a restaurador de la Primera Zona, malgrat les transformacions imposades donades les condicions històric-econòmiques. Durant la seva etapa com a arquitecte conservador de la 4a zona, aplica els següents principis: interès per l'evolució del monument, finalització d'edificis sense indicar les intervencions de forma convencional, encara que el tractament dels materials utilitzats permeti identificar les parts restaurades i reintegrades de les originals; donar-li major importància a la fase medieval (romànica i gòtica) dels monuments i l'ocupació del formigó, juntament amb altres materials contemporanis.
Va ser més un pràctic que un teòric, de gran experiència. No va publicar mai cap treball, però sí que va realitzar informes detallats i memòries d'ells.

## Algunes obres restaurades

### San Pedro de la Nave

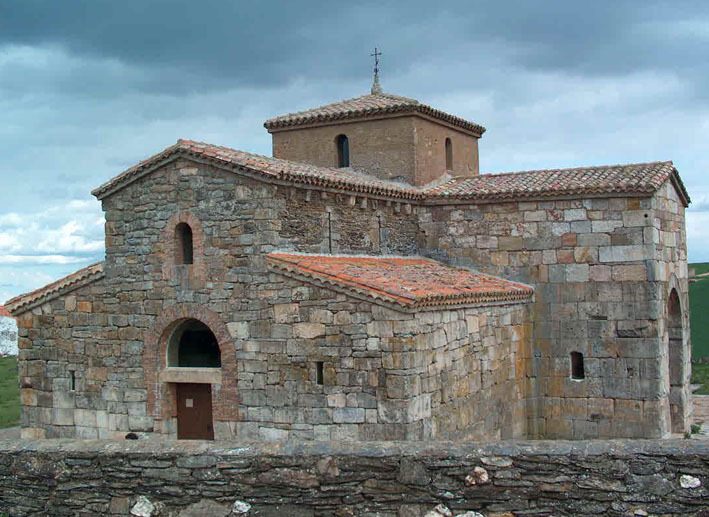
San Pedro de la Nave

Cal indicar que va ser Manuel Gómez-Moreno el primer historiador a aproximar-se al monument sense apriorismes. Ho considerava una combinació planta central cruciforme, amb influència romana d'Orient, amb la planta basilical. Va considerar l'obra com visigoda, i va ser a partir d'ell que altres historiadors també ho van fer. L'església se situava originalment al costat del riu Esla, ubicació que es va veure afectada per la construcció de l'embassament de Ricobayo. El valor que li va donar Gómez-Moreno a l'església visigoda va ser decisiu per a la possibilitat de la seva conservació i trasllat, com la rapidesa amb què es va tramitar el mateix. Va ser el director del Museu de Zamora, Severiano Ballesteros, qui va advertir del perill de la ubicació de l'embassament tan a prop de l'església. Diverses eren les solucions, com traslladar la presa o crear un dic proctetor per a l'església, però aquestes opcions es van considerar inviables. L'assumpte va arribar a l'Acadèmia de la Història, que pretenia deixar l'església en el seu lloc, però es va acceptar com un mal menor el trasllat del monument per la seva seguretat, fet que va crear polèmica entre els especialistes. Entre les poblacions properes, el 1930 es va decidir emplaçar l'església al Campillo.
Manuel Gómez - Moreno (en aquest moment director general de Belles Arts) va proposar el 1930 el trasllat i remuntatge a Alejandro Ferrant, sent ajudat per Emilio Camps Cazorla (alumne de Gómez-Moreno). El projecte es va dividir en tres fases: estudis preliminars, desmuntatge i reconstrucció. El treball de desmuntatge va començar a mitjans d'agost amb la demolició de l'espadanya i l'eliminació de la coberta. El desmuntatge pròpiament dit va ser realitzat en dues fases: en primer lloc, des dels peus al creuer (setembre de 1930), i segon lloc, des del creuer a la capçalera, durant març i abril de 1931. En aquesta etapa els carreus eren numerats i col·locats de manera ordenada. És interessant remacar que les columnes del creuer, a causa de la superficialitat del terreny, no tenien fonaments.
Quant a la reconstrucció, Ferrant i Camps van visitar l'emplaçament (agost de 1930), estudiant les condicions del terreny. El novembre de 1930, es va contractar una empresa de Zamora per acabar el desmuntatge i procedir amb la reconstrucció, supervisat tot per Ferrant. La reconstrucció es va dur a terme també en dues fases: des del creuer als peus, entre desembre de 1930 i febrer de 1931, paralitzant l'obra a falta dels murs de tancament, i la resta a partir de març de 1931. Al maig de 1931 es dedueix un alentiment de les obres. El 15 de setembre d'aquest any ja estaven col·locades les pedres numerades, faltant les voltes, les cobertes i els murs divisoris de les naus. Entre desembre 1931 i març 1932, es va aixecar l'espadanya, donant per finalitzades les obres.
Alguns elements restaurats, com la volta, van ser fabricats per maó, assenyalant Ferrant com restaurats. En canvi l'arc de ferradura, que en un moment apareixia deformat, va ser corregit amb les restes de dues dovelles. En definitiva, no es tractava simplement d'un desmuntatge i d'una reconstrucció, seguint fidelment el seu estat el 1930, sinó que va tenir la finalitat de reconstruir en el seu hipotètic estat primitiu, mostrant amb claredat les addicions.

### Santa Maria de Barberà

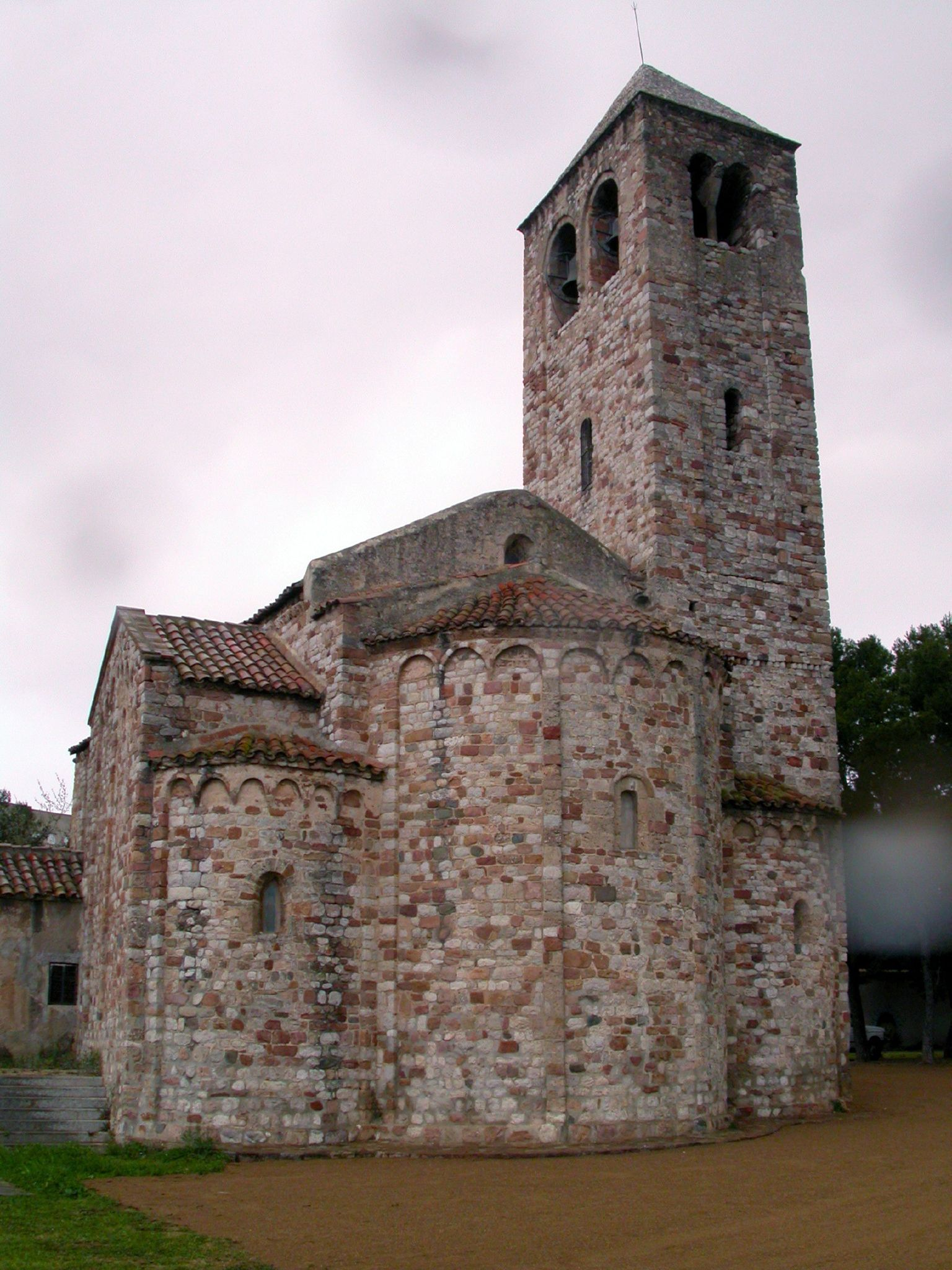
Santa Maria de Barberà

L'església de Santa Maria de Barberà (Barcelona) data de finals del segle xi i principis del XII. Era un edifici amb planta d'una nau, creuer i tres absis semicirculars, sent el central més gran. El 1919, es van descobrir pintures murals romàniques (segles xii i xiii).
L'església es va incendiar durant la guerra civil i els treballs de restauració van ser duts a terme per Alejandro Ferrant, a partir de 1945 (i continuats en 1949), i es van basar en la recuperació de l'edifici medieval, eliminant els afegits i reformes. Així, Ferrant va pretendre arrencar les pintures murals i procedir al seu trasllat. Això no va poder dur-se a terme a causa de motius tècnics, com A. Ferrant explica a la memòria.

### Seu Vella de Lleida

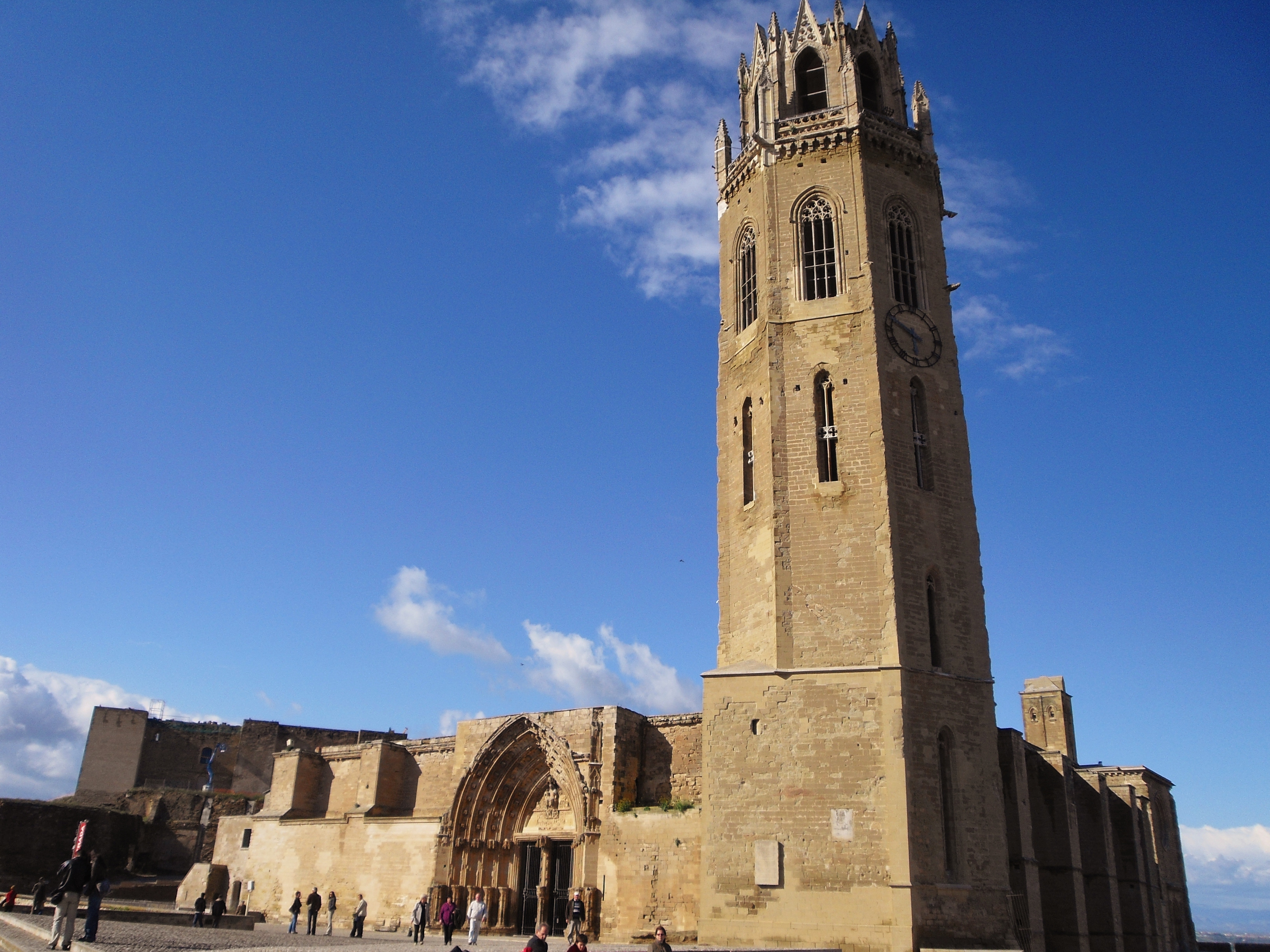
Seu Vella de Lleida

L'abril del 1948, el Ministeri de l'Exèrcit va cedir el monument al Ministeri d'Educació Nacional, i aquest a la Diòcesi de Lleida. D'aquesta manera, després del desallotjament militar, comencen al juliol d'aquest any la restauració sota la direcció d'A. Ferrant, que es va enfrontar a un edifici en molt mal estat. En un primer moment, la intervenció es basava en la neteja de calç de les ales sud i oest del claustre, però es va acabar dedicant al temple, procedint amb l'enderroc dels pisos que dividien l'espai interior. Durant la dècada dels 50, realitza intervencions al claustre, amb intenció de tornar-li la imatge gòtica al conjunt.
El 1952 comencen les obres de la Casa d'Exercicis Espirituals, seguint el projecte de José Rodríguez Mijares. Aquesta obra va suposar diverses reformes a l'interior, així com se li va afegir un pis superior i es va enderrocar el mur de Santa Maria del 1457. Aquesta reforma ha estat la intervenció més agressiva que ha patit el conjunt. De fet, després de ser inaugurada el 1954, es considera la realització menys afortunada del conjunt de la Seu Vella. Durant el desmantellament de la divisió intermèdia de les dues naus adjacents a la galeria del claustre, es van descobrir les pintures murals de la primera meitat del segle xiv, traslladades al Museu Diocesà.
La restauració del claustre va continuar entre 1954 i 1957 (finançat per Regiones Devastadas). L'equip estava format per l'arquitecte Francisco Clavera, l'aparellador August Font i l'escultor Víctor Manuel Pallarés (seguint sota la direcció de Ferrant, qui van realitzar una restitució neomedieval.
A partir de 1961, la restauració se centra en el temple, començant pel cimbori, les grans rosasses i les cobertes. Entre 1962 i 1969 es restauren les capelles gòtiques, l'absis i les façanes exteriors, juntament amb la construcció de la nova escalinata (porta dels Fillols).
Després d'aquesta època, Francisco Pons Sorolla s'incorpora a la direcció, sent a partir del 1972, l'arquitecte responsable de restauracions.

## Altres obres intervingudes
- Convent de San Marcos (León)
- Monestir de San Pedro de Las Dueñas (Sahagún)
- Església de Santiago de Peñalba
- Església de Santa María la Blanca (Villalcázar de Sirga)
- Monestir de San Andrés del Arroyo (Prádanos de Ojeda)
- Església de San Juan Bautista (Baños del Cerrato)
- Església de Santa María del Azoque (Benavente)
- Església de Santa Marta de Tera (Camarzana de Tera)
- Monestir de Santa María (Granja de Moreruela)
- Ermita de Santa María (Toro)
- Església de Santiajo el Vielo o de los Caballeros (Zamora)
- Col·legiata de Santa Juliana (Santillana del Mar)
- Monestir de Santo Toribio (Liébana)
- Catedral de Santiago de Compostel·la
- Muralles de la ciutat de Lugo
- Capella de San Miguel al Monasteri de San Rosendo (Celanova)
- Església del Convent de San Francisco (Pontevedra)
- Església de Santa Maria de Porqueres (Girona)
- Torres romàniques de San Salvador (Breda)
- Casa dels Marquesos de la Floresta (Tàrrega)
- Basílica del Salvador (Borriana)